# Islamabad
Islamabad (urdu: اسلام آباد) – stolica Pakistanu od 1966 roku, kiedy to została przeniesiona z Karaczi. Położona w północno-wschodniej części kraju na płaskowyżu Pothohar. Według spisu powszechnego z 2017 roku, Islamabad jest dziewiątym miastem Pakistanu pod względem liczby ludności.

## Historia
Miasto zostało zbudowane od podstaw w latach 60. XX wieku według całościowego planu architektonicznego greckiego architekta-planisty Konstandinosa Doksiadisa, zgodnie z jego teorią ekistyki. Celem było zastąpienie Karaczi jako stolicy kraju. Przeniesienie miasta stołecznego ówczesny prezydent Muhammad Ayub Khan tłumaczył chęcią bardziej równomiernego rozłożenia rozwoju Pakistanu, który był wtedy skupiony w rejonie Karaczi. O budowie stolicy zdecydowało również położenie geograficzne. Od 1966 roku Islamabad jest miastem stołecznym i siedzibą władz politycznych kraju.

## Geografia i klimat
Miasto położone na zachodnim przedgórzu Himalajów, jest otoczone górami – od północy graniczy z pasmem Margalla Hills (i parkiem narodowym o takiej samej nazwie). Posiada łagodniejszy klimat w stosunku do większości kraju. Roczna średnia maksymalna temperatura wynosi 28,9 °C, minimalna 14,4 °C. Najniższą zanotowaną temperaturą było –4 °C (w styczniu), a najwyższą 45 °C (w czerwcu). Średnia roczna wilgotność wynosi 55%, a średnia suma opadów – 1143 mm.
W pobliskim Rawalpindi (14 kilometrów od Islamabadu) znajduje się siedziba sztabu pakistańskiej armii.

## Transport

### Transport lotniczy

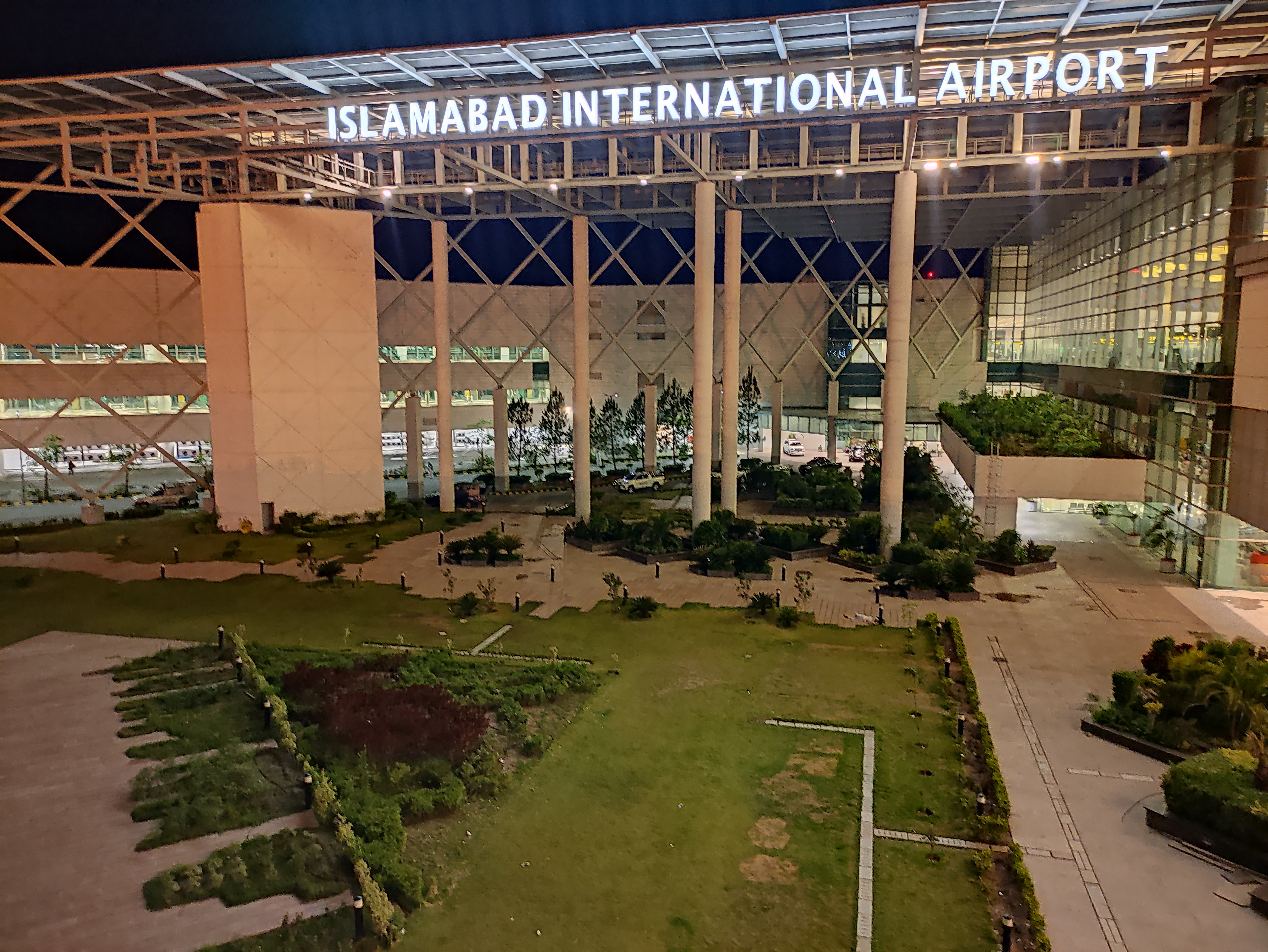
Port lotniczy Islamabad (IIAP)

Miasto posiada międzynarodowy port lotniczy Islamabad (IIAP) (ang. Islamabad International Airport). Lotnisko jest największe w Pakistanie i znajduje się na południowy zachód od Islamabadu. Oficjalnie lotnisko zostało otwarte 20 kwietnia 2018 rok. Zbudowane na powierzchni 14,45 km kw. lotnisko ma dwa pasy startowe.

## Edukacja
W mieście istnieje wiele uniwersytetów, takich jak:
- Shifah College of Medicine
- Ripah International University
- Uniwersytet Iqra
- Uniwersytet Quaim i Azam
- Uniwersytet im. Muhammada Alego Jinnah

## Zabytki i turystyka
Meczety:
- Meczet Króla Fajsala (posiada status meczetu narodowego)
- Lal Masjid (Czerwony Meczet)

Oprócz tego w mieście znajdują się liczne muzea oraz parki.

## Sport
Miasto posiada wieloużytkowy Stadion Jinnah, a także inne kompleksy sportowe.

## Miasta partnerskie
- Pekin, Chiny
- Ankara, Turcja
- Amman, Jordania
- Paryż, Francja
- Frankfurt nad Menem, Niemcy
- Kolonia, Niemcy
- Sydney, Australia
- Seul, Korea Południowa
- Madryt, Hiszpania